# Санчо Альфонсо (граф де Альбуркерке)
Санчо Альфонсо (исп. Sancho de Castilla; 1342, Севилья — 19 марта 1374, Бургос) — кастильский инфант, граф де Альбуркерке, сеньор де Ледесма, Альба де Лесте, Медельин, Тьедра и Монтальбан с 1366 года.

## Происхождение
Родился в 1342 году в Севилье. Девятый незаконнорожденный сын Альфонсо XI Справедливого (1311—1350), короля Кастилии (1312—1350), и его любовницы Леонор де Гусман (1310—1351). Внук по отцовской линии короля Кастилии Фердинанда IV (1285—1312) и королевы Констанции Португальской (1285—1313), а по материнской линии — Педро Нуньеса де Гусмана и Хуаны Понсе де Леон.
У Санчо был много братьев, среди них короли Кастилии Педро I и Энрике II, а также Фадрике Альфонсо Кастильский, магистр Ордена Сантьяго.
26 марта 1350 года от чумы скончался король Кастилии Альфонсо XI Справедливый, отец Санчо. На королевский престол Кастилии вступил его законный 16-летний сын, Педро I Жестокий (1334—1369), правивший в 1350—1366, 1367—1369 годах. Леонор де Гусман (мать Санчо) была арестована по приказу нового короля, заключена в темницу и казнена в 1351 году.
В апреле 1366 года его старший брат, Энрике II (1334—1379), который боролся за власть со своим старшим сводным братом Педро I Жестоким, назначил Санчо графом де Альбуркерке, сеньором де Ледесма, Альба де Листе, Медельин, Тьедра и Монтальбан. Вместе с тремя братьями, Энрике, Фадрике и Тельо, Санчо участвовал в борьбе со своим сводным братом, королем Кастилии Педро I.
Санчо Кастильский также принимал участие в восстании кастильских дворян, недовольным деспотическим правлением короля Педро I Жестокого.
Санчо скончался в Бургосе 19 марта 1374 года. Он был похоронен в кафедральном соборе Бургоса.

## Брак и потомство
В 1373 году Санчо женился на инфанте Беатрисе Португальской (1347 — 5 июля 1381), дочери короля Педру Португальского (1320—1367) и его фаворитки Инес де Кастро (1325—1355). Супруги имели в браке двух детей:
- Фернандо Санчес Кастильский (1373—1385), 2-й граф де Альбуркерке, сеньор де Ледесма, Альба де Листе, Медельин, Тьедра и Монтальбан (с 1372)
- Элеонора Уррака Кастильская (1374—1435), 3-я графиня де Альбуркерке, сеньора де Ледесма, Альба де Листе, Медельин, Тьедра и Монтальбан (с 1385), супруга с 1395 года короля Фердинанда I Справедливого (1380—1416), в замужестве — королева-консорт Арагона, Валенсии, Мальорки, Сицилии, Сардинии и Корсики, графиня Барселоны.

Он также имел незаконнорожденную дочь Леонору Санчес де Кастилия (1373—1444), которая была замужем за Санчо де Рохасом, сеньором де Монсон-де-Кампос. В 1393 году последний был убит слугами Фадрике де Кастилья-де-Понсе де Леон, 1-го герцога де Бенавенте (1360—1394). Фадрике де Кастилия-и-Понсе де Леон был внебрачным сыном Энрике II, короля Кастилии. Леонор Санчес де Кастилия стала женой своего кузена Фадрике де Кастилия-и-Понсе де Леон, от брака с которым у неё была одна дочь: Леонор Кастильская (1393—1470), жена Педро Манрике де Лара и Мендоса (1381—1440), 8-го сеньора де Амуско, 3-го сеньора де Тревиньо, Наваррете, Окон, Редесилья и Паредес-де-Нава, аделантадо Кастилии.